# Neil Murray
Philip Neil Murray (n. 27 august 1950, Edinburgh, Scoția) este un basist scoțian, cel mai bine cunoscut pentru activitatea cu Whitesnake și Black Sabbath.